# Zaconicul
Zaconicul este un codice de legi, scris din porunca lui Vladislav Voievod. Lucrarea este cel mai vechi manuscris de pravilă în limba slavonă copiat în Țara Românească, la Târgoviște în 1451-1452 de grămăticul Dragomir, după legiuirea bizantină “Sintagma lui Matei Vlastares”. 